# 曼代灵纳塔尔县
曼代靈納塔爾縣是印度尼西亚北苏门答腊省的一个县，县治为班雅本岸。
曼代靈納塔爾縣佔地6,620.7平方公里，2010年时的人口为403,894。